# GP de Torres Vedras de 2014
O 37ª edição do Grande Prémio Internacional de Ciclismo de Torres Vedras - Troféu Joaquim Agostinho foi organizado pela UDO – União Desportiva do Oeste, com o apoio da Câmara Municipal de Torres Vedras, realizando-se de 10 a 13 de Julho de 2014.
É uma prova com coeficiente 2.2 no UCI Europe Tour, e serve de tubo de ensaio da principal prova velocipédica nacional e que presta homenagem ao maior ciclista português de todos os tempos, falecido há 30 anos.
A prova foi ganha pelo ciclista galego Delio Fernández da equipa OFM-Quinta da Lixa-Golden Times. O espanhol Víctor de la Parte da Efapel-Glassdrive foi segundo e o português Edgar Pinto da Louletano-Dunas Douradas foi terceiro.

## Percurso
| Etapa   | Data     | Percurso                                       | Distância | Tipo | Tipo                 | Vencedor           |
| ------- | -------- | ---------------------------------------------- | --------- | ---- | -------------------- | ------------------ |
| Prologo | 10 julho | Torres Vedras a Torres Vedras                  | 7.6 km    |      | Prologo CRI          | Víctor de la Parte |
| 1       | 11 julho | Manique do Intendente a Sobral de Monte Agraço | 170.3 km  |      | Etapa Alta-Montanha  | Edgar Pinto        |
| 2       | 12 julho | Atouguia da Baleia a Torres Vedras             | 147.5 km  |      | Etapa Média-Montanha | Kirill Sveshnikov  |
| 3       | 21 julho | Manique do Intendente a Carvoeira              | 177.2 km  |      | Etapa Média-Montanha | Karel Hník         |

## Equipes
Lista de equipes participantes;
| (OFM) OFM-Quinta da Lixa-Golden Times (LAA) LA Alumínios-Antarte (BBC) Banco BIC-Carmin (EFG) Efapel-Glassdrive (TEQ) Team Equador (LIB) Liberty Seguros/Feira/KTM |  | (LDD) Louletano-Dunas Douradas (BGT) Bridgestone Anchor Cycling Team (KMP) Keith Mobel-Partizan (BOA) Rádio Popular-Onda (GSC) GSC Blagnac Vêlo Sport (JMN) Clube Ciclismo José Maria Nicolau |  | (CO4) 4-72 Colombia (ETI) Etixx (BUR) Burgos BH-Castilla y León (ANA) Andalucia (LOK) Lokosphinx |

## Prologo
10 julho - Torres Vedras a Torres Vedras, 7.6 km (sistema contrarrelógio individual)
|   | Ciclista           | Equipa            | Tempo |
| - | ------------------ | ----------------- | ----- |
| 1 | Víctor de la Parte | Efapel-Glassdrive | 9m25s |
| 2 | Dmitry Sokolov     | Lokosphinx        | m.t.  |
| 3 | Sergey Shilov      | Lokosphinx        | a 3s  |

|   | Ciclista           | Equipa            | Tempo |
| - | ------------------ | ----------------- | ----- |
| 1 | Víctor de la Parte | Efapel-Glassdrive | 9m25s |
| 2 | Dmitry Sokolov     | Lokosphinx        | m.t.  |
| 3 | Sergey Shilov      | Lokosphinx        | a 3s  |

### 2ª Etapa
11 Julho - Manique do Intendente a Sobral de Monte Agraço, 170.3 km
|    | Ciclista             | Equipa                          | Tempo   |
| -- | -------------------- | ------------------------------- | ------- |
| 1  | Edgar Pinto          | LA Alumínios-Antarte            | 4h27m2s |
| 2  | Jordi Simón          | Team Equador                    | a 5s.   |
| 3  | Delio Fernández      | OFM-Quinta da Lixa-Golden Times | m.t.    |
| 4  | Cesar Fonte          | Rádio Popular-Onda              | a 8s    |
| 5  | Víctor de la Parte   | Efapel-Glassdrive               | a 10s   |
| 6  | Julien Loubet        | GSC Blagnac Vêlo Sport          | m.t.    |
| 7  | David Belda García   | Burgos BH-Castilla y León       | m.t.    |
| 8  | Frederico Figueiredo | Efapel-Glassdrive               | m.t.    |
| 9  | Edson Calderon       | 4-72 Colombia                   | m.t.    |
| 10 | Sergio Sousa         | Efapel-Glassdrive               | a 13s   |

|    | Ciclista                             | Equipa                          | Tempo    |
| -- | ------------------------------------ | ------------------------------- | -------- |
| 1  | Delio Fernández                      | OFM-Quinta da Lixa-Golden Times | 4h36m34s |
| 2  | Víctor de la Parte                   | Efapel-Glassdrive               | a 3s     |
| 3  | Edgar Pinto Ficheiro:Jersey gray.svg | LA Alumínios-Antarte            | a 6s     |
| 4  | Julien Loubet                        | GSC Blagnac Vêlo Sport          | a 13s    |
| 5  | Sergio Sousa                         | Efapel-Glassdrive               | a 23s    |
| 6  | Edson Calderon                       | 4-72 Colombia                   | a 30s    |
| 7  | Cesar Fonte                          | Rádio Popular-Onda              | a 37s    |
| 8  | Daniel Mestre                        | Banco BIC-Carmin                | m.t.     |
| 9  | Bernardo Suaza Arango                | 4-72 Colombia                   | m.t.     |
| 10 | Hernâni Broco                        | Louletano-Dunas Douradas        | a 38s    |

20 Julho - Atouguia da Baleia a Torres Vedras, 147.5 km
|    | Ciclista           | Equipa                          | Tempo    |
| -- | ------------------ | ------------------------------- | -------- |
| 1  | Kirill Sveshnikov  | Lokosphinx                      | 3h36m10s |
| 2  | Delio Fernández    | OFM-Quinta da Lixa-Golden Times | m.t.     |
| 3  | Víctor de la Parte | Efapel-Glassdrive               | m.t.     |
| 4  | Higinio Fernández  | Team Equador                    | m.t.     |
| 5  | Jordi Simón        | Team Equador                    | m.t.     |
| 6  | Karel Hník         | Etixx                           | m.t.     |
| 7  | Edson Calderon     | 4-72 Colombia                   | m.t.     |
| 8  | Daniel Mestre      | Banco BIC-Carmin                | m.t.     |
| 9  | Edgar Pinto        | LA Alumínios-Antarte            | m.t.     |
| 10 | Micael Isidoro     | Louletano-Dunas Douradas        | m.t.     |

|    | Ciclista              | Equipa                          | Tempo    |
| -- | --------------------- | ------------------------------- | -------- |
| 1  | Delio Fernández       | OFM-Quinta da Lixa-Golden Times | 8h12m38s |
| 2  | Víctor de la Parte    | Efapel-Glassdrive               | a 5s     |
| 3  | Edgar Pinto           | LA Alumínios-Antarte            | a 12s    |
| 4  | Sergio Sousa          | Efapel-Glassdrive               | a 29s    |
| 5  | Edson Calderon        | 4-72 Colombia                   | a 36s    |
| 6  | Kirill Sveshniko      | Lokosphinx                      | a 41s    |
| 7  | Cesar Fonte           | Rádio Popular-Onda              | a 43s    |
| 8  | Daniel Mestre         | Banco BIC-Carmin                | m.t.     |
| 9  | Bernardo Suaza Arango | 4-72 Colombia                   | m.t.     |
| 10 | Hernâni Broco         | Louletano-Dunas Douradas        | a 44s    |

### Etapa 3
13 Julho - São Martinho do Porto a Carvoeira; 164.0 km
|    | Ciclista             | Equipa                          | Tempo    |
| -- | -------------------- | ------------------------------- | -------- |
| 1  | Karel Hník           | ETIXX                           | 4h04m24s |
| 2  | Jordi Simón          | Team Equador                    | a 5s     |
| 3  | Cesar Fonte          | Rádio Popular-Onda              | m.t.     |
| 4  | Edgar Pinto          | LA Alumínios-Antarte            | m.t.     |
| 5  | Delio Fernández      | OFM-Quinta da Lixa-Golden Times | m.t.     |
| 6  | Higinio Fernández    | Team Equador                    | m.t.     |
| 7  | Frederico Figueiredo | Efapel-Glassdrive               | a 14s    |
| 8  | Kirill Sveshnikov    | Lokosphinx                      | a 11s.   |
| 9  | Thomas Lebas         | Bridgestone Anchor Cycling Team | m.t.     |
| 10 | Hernâni Broco        | Louletano-Dunas Douradas        | m.t.     |

|    | Ciclista             | Equipa                          | Tempo     |
| -- | -------------------- | ------------------------------- | --------- |
| 1  | Delio Fernández      | OFM-Quinta da Lixa-Golden Times | 12h17m06s |
| 2  | Víctor de la Parte   | Efapel-Glassdrive               | a 10s     |
| 3  | Edgar Pinto          | LA Alumínios-Antarte            | a 13s     |
| 4  | Karel Hník           | Etixx                           | a 38s     |
| 5  | Cesar Fonte          | Rádio Popular-Onda              | a 40s     |
| 6  | Kirill Sveshnikov    | Lokosphinx                      | a 48s     |
| 7  | Hernâni Broco        | Louletano-Dunas Douradas        | a 51s.    |
| 8  | Sergio Sousa         | Efapel-Glassdrive               | a 53s     |
| 9  | Frederico Figueiredo | Efapel-Glassdrive               | a 59s     |
| 10 | Higinio Fernández    | Team Equador                    | a 1:04    |

## Lideres Classificações
| Etapa | Vencedor        | Classificação Geral · | Classificação Montanha · | Classificação Metas Volantes · | Classificação Pontos · | Classificação Juventudes · | Classificação Equipas |
| ----- | --------------- | --------------------- | ------------------------ | ------------------------------ | ---------------------- | -------------------------- | --------------------- |
| 1     | Delio Fernández | Delio Fernández       | Alberto Gallego          | Rui Rodrigues                  | Egar Pinto             | Bernardo Suaza Arango      | 4-72 Colombia         |
| 2     | Delio Fernández | Delio Fernández       | Alberto Gallego          | Rui Rodrigues                  | Delio Fernández        | Kiril Sveshniko            | 4-72 Colombia         |
| 3     | Delio Fernández | Delio Fernández       | Alberto Gallego          | Karel Hník                     | Jordi Simón            | Kiril Sveshniko            | Rádio Popular-Onda    |
| Final | Final           | Delio Fernández       | Alberto Gallego          | Raul Alarycón                  | Jordi Simón            | Kirill Sveshnikov          | 4-72 Colombia         |

## Ligações Externas
- «Sítio oficial»
- Palmares no Cycling Archives
- Resultados 2014